# Klasika Primavera 2016
La Klasika Primavera 2016, sessantaduesima edizione della corsa e valida come evento del circuito UCI Europe Tour 2016 categoria 1.1, fu disputata il 10 aprile 2016, per un percorso totale di 171,5 km. Fu vinta dall'italiano Giovanni Visconti, al traguardo con il tempo di 3h56'44" alla media di 43,467 km/h.
Al traguardo 85 ciclisti portarono a termine la gara.

## Squadre partecipanti
| N.      | Cod. | Squadra                           |
| ------- | ---- | --------------------------------- |
| 1-9     | MOV  | Movistar Team                     |
| 11-18   | CJR  | Caja Rural-Seguros RGA            |
| 21-28   | ONE  | ONE Pro Cycling                   |
| 31-38   | TAV  | Sporting Clube de Portugal/Tavira |
| 41-49   | EUS  | Euskadi Basque Country-Murias     |
| 52-60   | BUR  | Burgos BH                         |
| 61-70   | DCT  | Inteja-MMR Dominican Cycling Team |
| 71-78   | LOK  | Lokosphinx                        |
| 81-90   | LHL  | Louletano-Hospital de Loulé       |
| 91-100  | KCP  | Massi-Kuwait Cycling Project      |
| 101-109 | MZN  | Manzana Postobón                  |
| 112-120 | W52  | W52-FC Porto-Porto Canal          |
| 121-126 | DAG  | Dare Gobik                        |
| 131-138 | RPB  | Rádio Popular-Boavista            |

## Ordine d'arrivo (Top 10)
| Pos. | Corridore          | Squadra    | Tempo    |
| ---- | ------------------ | ---------- | -------- |
| 1    | Giovanni Visconti  | Movistar   | 3h56'44" |
| 2    | Gorka Izagirre     | Movistar   | s.t.     |
| 3    | Sergio Pardilla    | Caja Rural | s.t.     |
| 4    | Alejandro Valverde | Movistar   | s.t.     |
| 5    | Sergej Šilov       | Lokosphinx | a 1'33"  |
| 6    | Carlos Barbero     | Caja Rural | s.t.     |
| 7    | Aritz Bagües       | Euskadi    | s.t.     |
| 8    | Pello Bilbao       | Caja Rural | s.t.     |
| 9    | Karol Domagalski   | ONE        | s.t.     |
| 10   | Dmitrij Sokolov    | Lokosphinx | s.t.     |